# Арендс, Анжела
Анжела Жан Арендс (англ. Angela Jean Ahrendts; 12 июня 1960, Нью-Палестин, Индиана, США) — американская бизнес-леди, Дама-Командор ордена Британской империи (2014), член совета директоров компаний Ralph Lauren Corp. и Airbnb, Inc. Бывший старший вице-президент по розничной и интернет торговле Apple Inc. (2014—2019), бывший генеральный директор британской компании Burberry (2006—2014).
В 2012 году CNN Money назвал её самым высокооплачиваемым гендиректором среди британских компаний с годовым доходом $26,3 млн. А в 2013 году она стала самой богатой женщиной Великобритании и заняла 9-ю строчку списка «100 самых влиятельных женщин Великобритании», составленный в рамках программы «Час женщины» (Women’s Hour) на радио BBC Radio 4.
В 2015 году в рейтинге Bloomberg Pay Index стала самым высокооплачиваемым топ-менеджером женского пола в США заработав за 2014 год $82,6 млн, а с учётом опционов её суммарный компенсационный пакет по итогам 2014 года составил $105,5 млн.
В 2017 году в рейтинге журнала «Forbes» Анжела Арендс стала 13-й в списке 100 самых влиятельных женщин мира.

## Биография
Родилась в 1960 году в небольшом городе Нью-Палестин штата Индиана в США. В 1981 году получила степень бакалавра по маркетингу и мерчандайзингу в Государственном университете Ball (штат Индиана, США).
В 1989 году стала президентом американской компании Donna Karan International.
С 1996 года исполнительный вице-президент по продаже женской одежды в компании Henri Bendel.
С 1998 исполнительный вице-президент компании по производству мужской и женской одежды Liz Claiborne, Inc.

### Burberry
1 июля 2006 года становится генеральным директором британской компании Burberry — производителя одежды, аксессуаров и парфюмерии класса «люкс». Возглавив Burberry, Арендс сразу попала в списки ведущих бизнес-леди Европы и мира, составляемые Financial Times и The Wall Street Journal (11-е и 28-е места соответственно). За 7,5 лет управления Burberry, Арендс подняла продажи компании почти в три раза до более чем $3 млрд, при этом капитализация компании выросла на 300 %. Она радикально изменила ассортимент продуктов и начала активно завоевывать новые рынки — Китая, Индии, ОАЭ и США. Кроме того, именно Арендс первой из столь масштабных руководителей стала продвигать дизайнерскую одежду класса «люкс» в соцсетях.
В 2010 году она была удостоена звания почётного доктора Университета Болла — где она ранее училась.
С 2010 по 2015 год она также была членом Консультативного совета по бизнесу при премьер-министре Великобритании Дэвида Кэмерона и в 2014 году стала Дамой-Командором ордена Британской империи.

### Apple
15 октября 2013 года было объявлено, что Арендс покинет Burberry весной 2014 года, чтобы присоединиться к команде Apple Inc. в качестве старшего вице-президента розничных и онлайн-магазинов, заменив на этом посту ушедшего в отставку в октябре 2012 года Джона Брауэтта. И весной 2014 года она официально вошла в руководство Apple Inc в качестве старшего вице-президента по управлению сетью из более 420-ти розничных магазинов Apple Store и интернет-торговлей Apple, подчиняясь непосредственно гендиректору компании Тиму Куку.
Согласно заявлению Apple поданному в Комиссию по ценным бумагам и биржам в начале 2015 года, Арендс заработала в 2014 году более $70 млн, больше, чем любой другой руководитель Apple, включая генерального директора Тима Кука. По состоянию на август 2016 года она владела акциями Apple на сумму около $11 млн.
В феврале 2019 года Apple объявила, что Арендс уйдёт из компании в апреле 2019 года, а её пост по розничной торговле займёт Дейдра О’Брайен.

Готовясь уйти из компании Apple Арендс заявила журналу Vogue: «В фэшн-индустрии есть несколько вещей, по которым я скучаю», добавив, что росла именно в этой сфере и «знает там все, что нужно знать».

### Членство в Советах директоров
С августа 2018 года Анжела входит в совет директоров производителя одежды и аксессуаров премиум-класса Ralph Lauren Corporation.
С мая 2019 года она также вошла в совет директоров компании Airbnb, Inc.
По состоянию на 1 июля 2020 года она также стала неисполнительным членом совета директоров WPP plc, — считающейся крупнейшей рекламным агентством в мире, и старшим операционным советником частной инвестиционной компании SKKY Partners основанной Ким Кардашьян.
Она член круга генеральных директоров Imagine Пола Полмана. Анжела также является членом Совета глобального лидерства Школы бизнеса Саида Оксфордского университета и Британско-американского консультативного совета по бизнесу (The British American Business Council — BABC).
Ещё Арендс является членом совета директоров таких некоммерческий благотворительных международных неправительственных организаций как: Save the Children, Charity: Water, и The HOW Institute for Society.
В январе 2021 года она стала председателем правления организации Save the Children International.

## Личная жизнь
Арендс познакомилась со своим мужем Греггом Каучем в начальной школе. Они поженились в возрасте 30 лет после 17-летних отношений на расстоянии. У пары есть трое детей. Когда Арендс работал в Burberry, её семья жила в доме площадью 12 000 кв. футов (1 100 м²) на участке площадью 8 акров (3,2 га) к западу от Лондона. Двое её детей до сих пор живут в Лондоне. Воспитанная методисткой, она всё еще продолжает оставаться активной христианкой.